# His Wife's Visitor
His Wife's Visitor è un cortometraggio muto del 1909 scritto e diretto da David W. Griffith. Prodotto e distribuito dalla Biograph Company, il film uscì nelle sale il 19 agosto 1909 interpretato da Billy Quirk e Mary Pickford. Tra gli altri attori, Frank Powell, Owen Moore e Mack Sennett.
È il secondo film della serie Harry and Bessie dopo They Would Elope.

## Trama
Bessie e Harry vivono felicemente tubando come colombi nel loro nido d'amore. La serena vita matrimoniale dura però solo fino a quando alcuni amici non trascinano Harry a una partita di poker al club. Harry promette che non farà tardi e che tornerà quanto prima dalla mogliettina. Bessie, per niente contenta, vedendo che il marito tarda a rientrare, ordisce un piano per farlo ingelosire: piazza due sedie molto vicine, un paio di bicchieri di vino lì accanto, un sigaro abbandonato sul tavolino. Quando Harry ritorna e vede la scena, non si contiene e lancia degli epiteti contro la moglie che si è rinserrata nella stanza da letto. Alla fine, Harry vede alcuni abiti da bambino che Bessie dice di aver cucito durante la serata: i due sposi, dopo una spiegazione e un chiarimento, si riconciliano. Con Harry che promette che, da quel momento in poi, farà il bravo ragazzo.

## Produzione
Il film fu prodotto dalla Biograph Company.

## Distribuzione
Distribuito dalla Biograph Company, uscì nelle sale cinematografiche statunitensi il 19 agosto 1909. Nelle proiezioni, veniva programmato con il sistema dello split reel, accorpato in un'unica bobina con un altro cortometraggio, Mrs. Jones’ Lover; or, “I Want My Hat”.
Copia del film, i cui diritti sono di pubblico dominio, è conservata negli archivi della Library of Congress.

## SerieHarry and Bessie
- They Would Elope, regia di D.W. Griffith (1909)
- His Wife's Visitor, regia di D.W. Griffith (1909)
- Oh, Uncle!, regia di D.W. Griffith (1909)